# Антискелетні форми кристалів
Антискелетні форми кристалів (англ. antiskeleton forms, нім. Antiskelettformen f pl) — у мінералогії — форми росту кристалів, протилежні скелетним формам, які виникають у випадку, коли наростання шарів на гранях іде не від кутів та ребер, а з середини грані.